# 格涅乌斯·卡尔普尔尼乌斯·皮索
格涅乌斯·卡尔普尔尼乌斯·皮索（英語：Gaius Calpurnius Piso），（？—65年）。古罗马政治家、修辞家。同时又是一位富有的元老，曾于卡利古拉在位时被流放，而后在克劳狄统治时期担任执政官。曾与人谋划推翻尼禄，成立皮索黨，后因事泄而与同党被杀。

## 扩展阅读
- 本条目包含来自公有领域出版物的文本: Chisholm, Hugh (编).  (第11版). London: Cambridge University Press. 1911.
- Theodor Mommsen的作品  - 古騰堡計劃 The History of Rome, Book IV